# Pseudomastax cinchonae
Pseudomastax cinchonae är en insektsart som beskrevs av Marius Descamps 1974. Pseudomastax cinchonae ingår i släktet Pseudomastax och familjen Eumastacidae. Inga underarter finns listade i Catalogue of Life.